# Bystrzyca Jakubowicka
Bystrzyca Jakubowicka (kod PLH060096) – specjalny obszar ochrony siedlisk sieci Natura 2000, zlokalizowany na terenie województwa lubelskiego. Obszar obejmuje powierzchnię 528,74 ha
Teren wyznaczony został w celu długotrwałego zabezpieczenia naturalnych siedlisk życia oraz populacji  zagrożonych wymarciem gatunków roślin (starodub łąkowy Angelica palustris (Ostericum palustre)),  zagrożonych wymarciem gatunków zwierząt (z wyłączeniem ptaków) takich jak:
czerwończyk fioletek Lycaena helle,
czerwończyk nieparek Lycaena dispar,
kumak nizinny Bombina bombina,
modraszek nausitous Maculinea (Phengaris) nausithous,
modraszek telejus Maculinea (Phengaris) teleius,
piskorz Misgurnus fossilis,
trzepla zielona Ophiogomphus cecilia,
zalotka większa Leucorrhinia pectoralis.

## Siedliska pod ochronązkodem siedlisk
- starorzecza i naturalne eutroficzne zbiorniki wodne ze zbiorowiskami z Nympheion, Potamion
- murawy kserotermiczne (Festuco-Brometea i ciepłolubne murawy z Asplenion septentrionalis Festucion pallentis)
- zmiennowilgotne łąki trzęślicowe (Molinion)
- niżowe i górskie świeże łąki użytkowane ekstensywnie (Arrhenatherion elatioris)[1]